# Beatriz Pascual i Rodríguez
Beatriz Pascual i Rodríguez (Barcelona, 9 de maig de 1982) és una atleta catalana, especialitzada en marxa atlètica. És internacional absoluta amb la selecció espanyola i posseeix diverses plusmarques d'Espanya; la de 5.000 m marxa en pista en categoria absoluta, en la categoria promesa el de 20 km marxa en ruta amb una marca de 1h30:22 realitzats l'any 2004 i en categoria júnior el de 10.000 m marxa en pista amb 46:06.80 en el 2000. Des de petita resideix a Viladecans.
Es va iniciar com a atleta en el Club Atletisme Viladecans de la mà de María Reyes Nebot, realitzant tota mena de proves fins que es va especialitzar en la marxa atlètica aconseguint ser campiona d'Espanya i Catalunya en categories inferiors. Va tenir com a referents a Viladecans a María Reyes Sobrino, la seva pròpia entrenadora, María Vasco, Mari Cruz Díaz, Valentí Massana i David Márquez Laguna, tots ells de Viladecans. Ja en la categoria júnior davant la impossibilitat del CA Viladecans de retenir a una atleta amb un futur tan prometedor fitxa per la JA Sabadell, on en cinc anys aconsegueix batre dos rècords d'Espanya, un de la categoria júnior i un altre de la categoria promesa. Va arribar a estar preseleccionada pels Jocs Olímpics de 2004 però una inoportuna lesió no li va permetre acudir finalment. L'any 2005 fitxa pel FC Barcelona i a l'any següent pel València Terra i Mar on està actualment.
En els campionats d'Espanya en pista a l'aire lliure de 2008 en 10000m marxa, va tirar del grup durant tota la prova per finalment guanyar-la batent a María Vasco realitzant així la segona marca espanyola de tots els temps.
Posteriorment va participar en els Jocs Olímpics de Pequín 2008 al costat de María Vasco i María José Poves en els 20 km marxa obtenint una sisena posició en la seva primera participació en uns jocs olímpics.
En el Campionat Mundial d'Atletisme de 2009, celebrat a Berlín, va acabar en sisena posició.
L'any 2012 va participar en els Jocs Olímpics de Londres 2012, també en aquesta ocasió acompanyada per María Vasco i María José Poves en els 20 km marxa finalitzant en la vuitena posició.

## Palmarès nacional

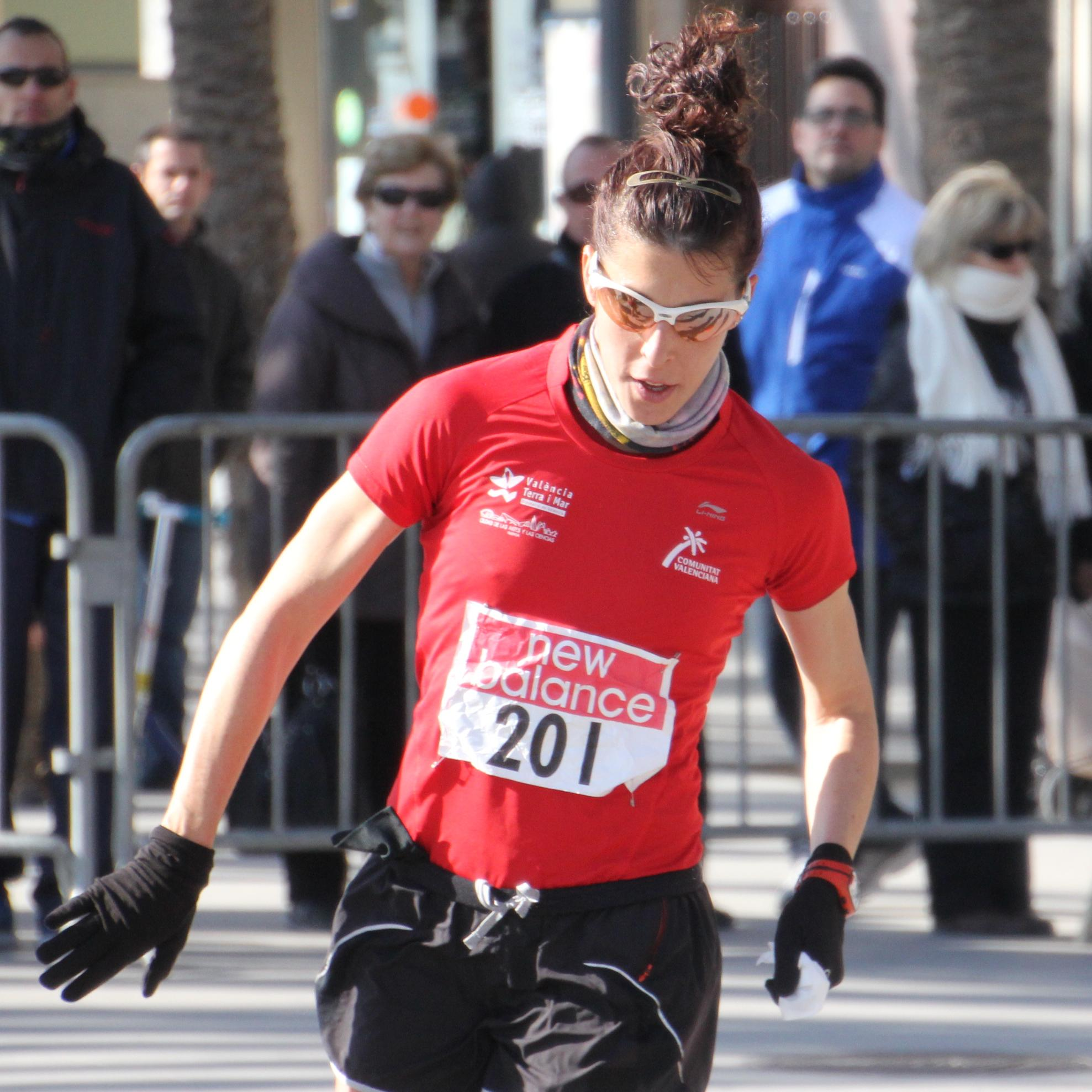
Beatriz Pascual en el 80 Campionat de Catalunya Individual de Marxa en Ruta, el 12 de febrer de 2012, Badalona.

- Rècord d'Espanya absoluta de 5.000m marxa (p) 20:48.06 (Palafrugell, 31 de maig de 2009).
- Rècord d'Espanya Promesa de 20 km marxa (r) (1h30:22 en 2004).
- Rècord d'Espanya júnior de 10.000m marxa (p) (46:06.80 en 2000).
- Rècord d'Espanya absoluta de 10.000 metres marxa 17 de juliol de 2010 (42:40.34)
- Campiona d'Espanya de 10000 m marxa en pista 2008.
- Campiona d'Espanya Absoluta de 20 km marxa en ruta (2006-2008).
- Campiona d'Espanya promesa de 5.000m marxa en pista (2002).
- Campiona d'Espanya promesa de 20 km marxa en ruta (2002-2003-2004).
- Campiona d'Espanya Júnior de 5.000m marxa en pista (2000-2001).
- Campiona d'Espanya Júnior de 10 km marxa en ruta (2000-2001).
- Campiona d'Espanya 10000 metres marxa 2010.

## Millors marques
| Any  | Competició            | Lloc                                 | Temps    | Distància |
| ---- | --------------------- | ------------------------------------ | -------- | --------- |
| 2004 |                       | Saragossa, Espanya                   | 13:30,31 | 3.000 m   |
| 2012 |                       | Granollers, Catalunya                | 20:45,11 | 5.000 m   |
| 2010 |                       | Avilés, Espanya                      | 42:40,33 | 10.000 m  |
| 2008 |                       | Santa Eulària des Riu, Illes Balears | 43:25    | 10 km     |
| 2008 | Jocs Olímpics de 2008 | Pequín, R.P. de la Xina              | 1h:27:44 | 20 km     |